# William Trevor
Pour les articles homonymes, voir Trevor.
William Trevor (né le 24 mai 1928 à Mitchelstown dans le comté de Cork en Irlande et mort le 20 novembre 2016 dans le Somerset en Angleterre), est un romancier, nouvelliste, dramaturge et scénariste irlandais.
Lauréat de nombreux prix littéraires aussi bien en Irlande qu'en Grande-Bretagne ou aux États-Unis, membre de l'Académie des lettres irlandaise, anobli par la reine Élisabeth II d'Angleterre, Sir William Trevor a connu une consécration relativement tardive dans les pays francophones.

## Biographie

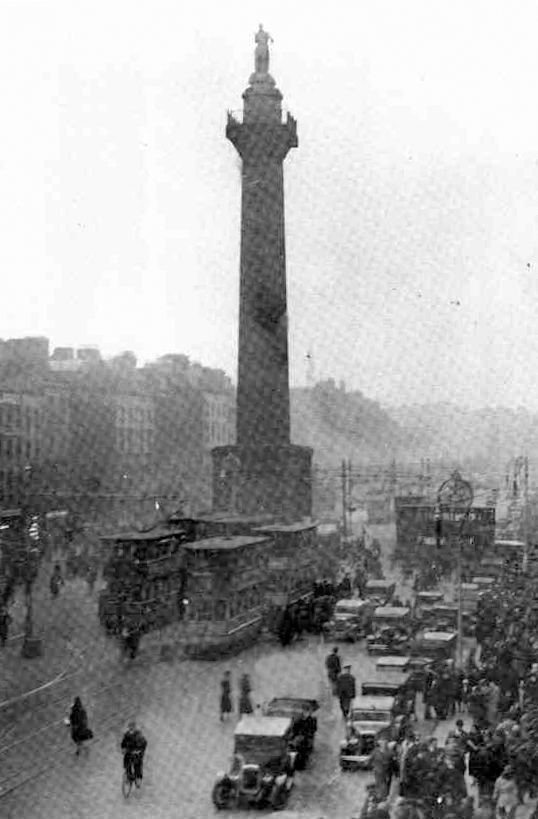
La colonne Nelson dans O'Connell Street à Dublin.

William Trevor naît en 1928 dans une famille protestante de Mitchelstown (Baile Mhistéala), petite ville des environs de Cork où son père travaille comme employé à la Bank of Ireland. Il suit d'abord ses études au collège de St Columba, dans le comté de Dublin, puis à Trinity College (Dublin), où il obtient son diplôme d'histoire. Il se consacre alors à la sculpture jusqu'à ses 32 ans.
Marié à Jane Ryan depuis 1952, il quitte l'Irlande en 1954 pour s'installer à Londres, où il occupe quelques années un poste de rédacteur dans une agence de publicité. C'est là qu'il découvre l'écriture, « par accident ». En 1958, paraît son premier roman, A Standard of Behaviour.
Son art de la nouvelle est souvent comparé à celui de Tchekhov. 
William et Jane Trevor ont vécu dans le Devon pendant de nombreuses années. En 1989, William Trevor a publié une anthologie de nouvelles irlandaises, The Oxford Book of Irish Short Stories, puis, en 1993, son autobiographie, intitulée Excursions in the Real World.
L'essentiel de son œuvre a été introduit en France par l'écrivain et éditeur Daniel Arsand à partir des années 1980.

## Œuvre

### Romans
- A Standard of Behaviour (1958)
- The Old Boys (1964) Publié en français sous le titre Les Statues de sel, traduit par Yvonne de Henseler, Paris, Plon, 1966 (BNF 33196222)
- The Boarding House (1965)
- The Love Department (1966)
- Mrs Eckdorf in O'Neill's Hotel (1969)
- Miss Gomez and the Brethren (1971)
- Elizabeth Alone (1973)
- The Children of Dynmouth (1976) Publié en français sous le titre Les Enfants de Dynmouth, traduit par Marie-Odile Fortier-Masek, Paris, Phébus, coll. « Littérature étrangère », 2014  (ISBN 978-2-7529-0946-6)
- The Distant Past (1979)
- Other People's Worlds (1980)
- Fools of Fortune (1983) Publié en français sous le titre Coups du sort, traduit par Renée Kérisit, Paris, Marval, coll. « Kaer. Domaine irlandais », 1995  (ISBN 2-86234-168-1) ; réédition, Paris, 10/18, coll. « Domaine étranger » no 3108, 1999  (ISBN 2-264-02829-7)
- Nights at the Alexandra (1987) Publié en français sous le titre Les Splendeurs de l'Alexandra, traduit par Angélique Levi, Aix-en-Provence, Alinéa, coll. « Novella », 1989  (ISBN 2-904631-84-4) ; réédition, Paris, J. Losfeld, 1999  (ISBN 2-84412-013-X)
- The Silence in the Garden (1988) Publié en français sous le titre Le Silence du jardin, traduit par Katia Holmes, Paris, Phébus, coll. « D'aujourd'hui. Étranger », 1995  (ISBN 2-85940-387-6)
- Two Lives (1991), contient deux courts romans intitulés :
  - Reading Turgenev Publié en français sous le titre En lisant Tourgueniev, traduit par Cyril Veken, Paris, Phébus, coll. « D'aujourd'hui. Étranger », 1993  (ISBN 2-85940-270-5) ; réédition, Paris, Phébus, coll. « Libretto » no 13, 1998  (ISBN 2-85940-551-8)
  - My House in Umbria Publié en français sous le titre Ma maison en Ombrie, traduit par Cyril Veken, Paris, Phébus, coll. « D'aujourd'hui. Étranger », 1994  (ISBN 2-85940-322-1) ; réédition, Paris, Phébus, coll. « Libretto » no 75, 2001  (ISBN 2-85940-739-1)
- Felicia's Journey (1994) Publié en français sous le titre Le Voyage de Felicia, traduit par Katia Holmes, Paris, Phébus, coll. « D'aujourd'hui. Étranger », 1996  (ISBN 2-85940-439-2)
- Death in Summer (1998) Publié en français sous le titre Mourir l'été, traduit par Katia Holmes, Paris, Phébus, coll. « D'aujourd'hui. Étranger », 1999  (ISBN 2-85940-634-4)
- The Story of Lucy Gault (2002) Publié en français sous le titre Lucy, traduit par Katia Holmes, Paris, Phébus, coll. « D'aujourd'hui. Étranger », 2003  (ISBN 2-85940-888-6) ; réédition, Paris, Phébus, coll. « Libretto » no 163, 2004  (ISBN 2-85940-990-4) ; réédition, Paris, Points, coll. « Signatures » no P3073, 2013  (ISBN 978-2-7578-3464-0)
- Love and Summer (2009) Publié en français sous le titre Cet été-là, traduit par Bruno Boudard, Paris, Phébus, coll. « Littérature étrangère », 2012  (ISBN 978-2-7529-0577-2) ; réédition, Paris, Points, coll. « Les Grands Romans » no P3072, 2013  (ISBN 978-2-7578-3463-3)

### Recueils de nouvelles
- The Day We Got Drunk on Cake and Other Stories (1967)
- The Ballroom of Romance and Other Stories (1972)
- The Last Lunch of the Season (1973)
- Angels at the Ritz and Other Stories (1975) Publié en français sous le titre Les anges dînent au Ritz, traduit par Katia Holmes, Paris, Phébus, coll. « D'aujourd'hui. Étranger », 2004  (ISBN 2-85940-983-1)
- Lovers of their Time (1978) Publié en français sous le titre Hôtel de Lune oisive, traduit par Katia Holmes, Paris, Phébus, coll. « D'aujourd'hui. Étranger », 2005  (ISBN 2-7529-0073-2)
- Beyond the Pale (1981)
- The Stories of William Trevor (1983)
- The News from Ireland and Other Stories (1986) Publié en français sous le titre Secrets intimes, traduit par Thérèse Talha, Aix-en-Provence, Alinéa, 1991  (ISBN 2-7401-0014-0)
- Family Sins and Other Stories (1989)
- Outside Ireland: Selected Stories (1992)
- The Collected Stories (1992), édition augmentée en 2003 Publié en français en deux volumes sous les titres Mauvaises Nouvelles et Très Mauvaises Nouvelles, traduits par Katia Holmes, Paris, Phébus, coll. « D'aujourd'hui. Étranger », 2000 et 2001  (ISBN 2-85940-658-1) et  (ISBN 2-85940-743-X) ; réédition partielle sous le titre Le Visiteur et autres nouvelles, Paris, Phébus, coll. « Libretto », 2001  (ISBN 2-85940-808-8)
- After Rain (1996)
- Cocktails at Doney's (1996)
- The Hill Bachelors (2000)
- A Bit On the Side (2004)
- Cheating at Canasta (2007)

### Nouvelles
- The General’s Day (1970)
- The Rising of Elvira Tremlett (1977)
- Autumn Sunshine (1980)
- A Trinity (1987)
- Events at Drimaghleen (1987)
- In Love with Ariadne (1989)
- Rose Wept (1992)
- Gilbert’s Mother (1993)
- Against the Odds (1999)
- Sacred Statues (2002)
- The Dressmaker's Child (2006)
- At Olivehill (2006)
- The Room (2007)
- The Crippled Man (2009)
- The Dancing-Master’s Music (2009)
- The Woman (2013)

### Théâtre
- Play for Today: O Fat White Woman (1971)
- The Old Boys (1971), adaptation scénique du roman éponyme
- A Night with Mrs da Tanka (1972)
- Going Home (1972)
- Marriages (1973)
- Scenes from an Album (1981)

### Ouvrage de littérature d'enfance et de jeunesse
- Juliet's Story (1992)

### Autres publications
- A Writer's Ireland: Landscape in Literature (1984)
- Excursions in the Real World : memoirs (1993)

## Distinctions
- Membre de l'Académie des lettres irlandaise
- Membre de l'Aosdána
- 1977 : commandeur honoraire de l'ordre de l'Empire britannique
- 1994 : membre de la Royal Society of Literature
- 2002 : chevalier commandeur honoraire de l'ordre de l'Empire britannique
- 2004 : inauguration de la statue de William Trevor à Mitchelstown, sur laquelle sont inscrits une partie de ses prix littéraires

## Prix littéraires
- 1964 : Hawthornden Prize for Literature pour The Old Boys
- 1975 : Royal Society of Literature pour Angels at the Ritz and Other Stories
- 1976 : Whitbread Award pour The Children of Dynmouth
- 1976 : Allied Irish Banks Prize for Fiction
- 1976 : Heinemann Award for Fiction
- 1980 : Giles Cooper Award pour Beyond the Pale
- 1982 : Giles Cooper Axard pour Autumn Sunshine
- 1982 : Jacob's Award pour l'adaptation de The Ballroom of Romance
- 1983 : Whitbread Prize pour Fools of Fortune (Coup du sort)
- 1991 : Booker Prize pour Reading Turgeniev (En lisant Tourgueniev)
- 1994 : Whitbread Prize pour Felicia's Journey (Le Voyage de Felicia)
- 1999 : David Cohen British Literature Prize (Arts Council of England)
- 2001 : Irish Literature Prize
- 2003 : Kerry Group Irish Fiction Award

Depuis 2002, les O. Henry Awards, fondés en 1919 aux États-Unis pour récompenser les meilleurs recueils de nouvelles, sont accessibles aux auteurs non américains. William Trevor a obtenu trois fois ce prix : en 2002 pour Sacred Statues, en 2006 pour The Dressmaker's Child et en 2007 pour The Room.

## Filmographie
- 1982 : The Ballroom of Romance, film irlandais réalisé par Pat O'Connor sur un scénario de William Trevor d'après sa propre nouvelle, avec Brenda Fricker et Cyril Cusack
- 1990 : Poursuite d'un rêve (Fools of Fortune), film irlandais réalisé par Pat O'Connor sur un scénario de William Trevor d'après son propre roman (Coup du sort), avec Iain Glen, Mary Elizabeth Mastrantonio et, Julie Christie
- 1999 : Le Voyage de Félicia (Felicia's Journey), film canadien réalisé par Atom Egoyan sur un scénario de William Trevor d'après son propre roman (Le Voyage de Félicia), avec Bob Hoskins et Arsinée Khanjian
- 2003 : Ma maison en Ombrie (My House in Umbria), téléfilm britannique réalisé par Richard Loncraine d'après le roman de William Trevor (Ma maison en Ombrie), avec Maggie Smith